# Сидорова, Наталья Алексеевна
Наталья Алексеевна Сидорова (29 октября 1924, Москва – 30 марта 2001, Москва) – кандидат искусствоведения (1954), научный сотрудник ГМИИ, специалист по чернофигурной расписной керамике. Она занималась атрибуцией римских портретов и саркофагов; автор ряда монографий. Она была ведущим автором Корпуса античных ваз (Corpus Vasorum Antiquorum); для организации этого издания ей удалось добиться включения России в Международный академический союз.

## Научная деятельность
Участвовала  в раскопках Пантикапея в 1945–1947 годах и Фанагории в 1948 году и ввела в научный оборот значительную часть находок расписной керамики из этих раскопок и раскопок в Гермонассе.